# Amolops longimanus
Amolops longimanus е вид жаба от семейство Водни жаби (Ranidae).

## Разпространение
Видът е разпространен в Мианмар.